# Marilyn Bowering
Marilyn Bowering (* 13. April 1949 in Winnipeg, Manitoba, Kanada) ist eine kanadische Dichterin, Schriftstellerin und Dramatikerin.

## Leben
Marilyn Bowering wurde in Winnipeg, Manitoba, geboren und wuchs später in Victoria, British Columbia, auf. Nachdem sie mehrere Jahre in Sevilla, Spanien, lebte, wohnt sie gegenwärtig sie in Sooke, British Columbia. Die Schriftstellerin ist verheiratet und hat eine Tochter.
Nach zahlreichen Nominierungen gewann Bowering 1998 den zu den BC Book Prizes gehörenden Ethel Wilson Fiction Prize für ihr Werk Visible Worlds.
Zwei ihrer Romane wurden ins Deutsche übersetzt, einer ins Finnische.

## Werk
Romane
- The Visitors Have All Returned – 1979
- To All Appearances a Lady – 1989
- Visible Worlds – 1997
  - Die Wahrheit der Welt. Deutsch von Kristian Lutze, Goldmann, München 1999, ISBN 3-442-75025-3.
- Cat’s Pilgrimage – 2004
  - Der grüne Glasstein. Deutsch von Leon Mengden, btb, München 2007, ISBN 978-3-442-73402-3.
- What It Takes to Be Human – 2007

Gedichte
- The Liberation of Newfoundland – 1973
- One Who Became Lost – 1976
- The Killing Room – 1977
- The Book of Glass – 1978
- Sleeping With Lambs – 1980
- Giving Back Diamonds – 1982
- The Sunday Before Winter – 1984
- Grandfather was a Soldier – 1987
- Anyone Can See I Love You – 1987
- Calling All the World – 1989
- Love As It Is – 1993
- Autobiography – 1996
- Human Bodies: Collected Poems 1987–1999 – 1999
- The Alchemy of Happiness – 2003
- Green – 2007

Anthologien
- Many Voices, An anthology of contemporary Canadian Indian Poetry, zusammen mit David Day. 1977

Dramen
- Anyone Can See I Love You – 1988
- Hajimari-No-Hajimari, four myths of the Pacific Rim – 1986
- Temple of the Stars – 1996

Hörfunkproduktionen
- Grandfather was a Soldier – 1983
- Anyone Can See I Love You – 1986
- Laika and Folchakov, a Journey in Time and Space – 1987
- A Cold Departure, the Liaison of George Sand and Frederic Chopin – 1989

Libretto
- Marilyn forever. Kammeroper 2010–2013, Musik Gavin Bryars, Libretto Marilyn Bowering

## Auszeichnungen und Nominierungen
- 1978: National Magazine Award for Poetry, Gold
- 1984: nominiert für den Governor General’s Award for Fiction (The Sunday Before Winter)
- 1989: National Magazine Award for Poetry, Silver
- 1989: Shortlist: Books in Canada First Novel Award (To All Appearances a Lady)
- 1994: Long Poem Prize, The Malahat Review
- 1997: Pat Lowther Award for poetry, (Autobiography)
- 1997: nominiert für den Governor General’s Award fo Fiction(Autobiography)
- 1997: nominiert für den  Dorothy Livesay Poetry Prize (Autobiography)
- 1998: Ethel Wilson Fiction Prize, (Visible Worlds)
- 1999: Shortlist für den Orange Prize, (Visible Worlds)
- 2004: Shortlist für den Dorothy Livesay Poetry Prize, 2004 (The Alchemy of Happiness)
- 2007: Shortlist für den Ethel Wilson Fiction Prize (What It Takes to Be Human)